# Steven E. de Souza
Steven Edward de Souza (n. Filadelfia, Pensilvania; 17 de noviembre de 1947) es un productor, director y guionista estadounidense.

## Filmografía

### Como guionista
- 1973: Arnold's Wrecking Co.
- 1982: The Renegades (TV)
- 1982: 48 Hrs.
- 1983: The Return of Captain Invincible
- 1984: V (TV)
- 1985: Commando
- 1986: Jumpin' Jack Flash
- 1987: The Spirit (TV)
- 1987: Running Man (The Running Man)
- 1988: Supercarrier (TV)
- 1988: Bad Dreams
- 1988: Die Hard
- 1990: Die Hard 2
- 1991: Hudson Hawk
- 1991: K-9000 (TV)
- 1991: Ricochet
- 1994: Vault of Horror I (TV)
- 1994: Los Picapiedras
- 1994: Beverly Hills Cop III
- 1994: Street Fighter: La última batalla
- 1995: Judge Dredd
- 1998: Knock Off
- 2000: Possessed (TV)
- 2003: Lara Croft Tomb Raider: La cuna de la vida
- 2004: Blast!
- 2008: Hay que pillar a Papá Noel (TV)

### Como productor
- 1988: Supercarrier (TV)
- 1991: K-9000 (TV)
- 1993: Cadillacs and Dinosaurs (serie TV)
- 2000: Possessed (TV)
- 2008: Hay que pillar a Papá Noel (TV)

### Como director
- 1973: Arnold's Wrecking Co.
- 1994: Vault of Horror I (TV)
- 1994: Street Fighter: La última batalla

### Como actor
- 1973: Arnold's Wrecking Co.: Kenny